# Sens unique (groupe)
Pour les articles homonymes, voir Sens unique.
Sens unique est un groupe de rock chrétien français, originaire de Landorthe, en Haute-Garonne.

## Biographie
Le groupe a été formé en 2004 à Landorthe, en Haute-Garonne. Il sort son premier album Contre-jour en 2009 . Le groupe participe à de nombreux festivals et fêtes de la musiques. En 2017, le groupe publie son quatrième album, Voir s'ouvrir la mer.

## Membres
- Laurent – chant et guitare[2]
- Myriam – chant[2]
- Yohan – guitare[2]
- Fabien – claviers[2]
- Fabrice – violoncelle[2]
- David – basse[2]
- Cédric – batterie et percussions[2]